# Aerosvit
Az Aerosvit Airlines vagy Aeroszvit (ukránul: Аеросвіт) az IATA tagja és IATA IOSA tanúsítvánnyal rendelkező ukrán légitársaság volt. Fő bázisa a Boriszpili nemzetközi repülőtér volt. A légitársaság 1994 márciusában jött létre, és ugyanazon év áprilisában kezdte meg működését, Kijevből az Air Ukraine-nel együttműködve nemzetközi járatokkal. A légitársaság fő részvényese az Ihor Kolomojszkij érdekeltségébe tartozó PrivatBank volt. 2012 decemberében az Aerosvit volt a legnagyobb légitársaság Ukrajnában. A csődeljárások 2013 januárjában kezdődtek, és az Aerosvit 2013 februárjában megszüntette működését.

## Története

### Kezdetek
A légitársaságot 1994. március 25-én hozták létre, és ugyanezen év áprilisában kezdte meg üzemeltetését Kijevről Athénba, Larnacába, Tel-Avivba, Odesszába és Thesszalonikibe az Air Ukraine-nel együttműködve. 1995-ben új menetrend szerinti járatokat indítottak Kijevből Almatiba, Ashgabadba és Rigába, megteremtve az alapokat tranzit légitársasággá válásához. 1996-ban Jekatyerinburg, Harkiv, Lviv és Szimferopol bővítette a légitársaság hálózatát. Szintén 1996-ban a légitársaság a Nemzetközi Légi Szállítási Szövetség (IATA) tagjává vált. 1997-ig az Aerosvit Airlines az IATA Clearing House tagjává vált, és megvásárolta első Boeing 737–200 repülőgépét. 1999-re az Aerosvit harmadik Boeing 737–200 repülőgépét vásárolta, és elindultak a menetrend szerinti járatok Budapestre, Szófiába és Isztambulba.

### Évezred utáni bővítések
2000-ben még két Boeing 737-300 repülőgép csatlakozott az Aerosvit Airlines flottájához. Megindultak a menetrend szerinti járatok Prágába és Varsóba. Az Aerosvit Airlines több utast szállított, mint bármely más ukrán légitársaság. 2002-ben további három Boeing 737-500 repülőgép csatlakozott a flottához, csakúgy, mint az első Boeing 767–300ER - egy korábban az SAS-hez tartozó 350 üléses gép - a Boeing Capital részéről hosszú távú bérleti szerződéssel, cél a Bangkokba induló járatok indítása. 2002-ben az Aerosvit átvette az Air Ukraine által korábban üzemeltetett távolsági szolgáltatásokat is.
A Kijev–New York–Kijev-útvonalat 2003-ban indították hetente kétszeri járattal. Ugyanebben az évben megkezdődtek a repülések Torontóba és Delhibe. 2004 kezdetével az Aerosvit háromra növelte a heti járatainak számát, amelyekkel Bangkokba járt, és további egy Boeing 737–300-as került a flottához. Az útvonal bővítése a korábbiakhoz hasonlóan folytatódott, és az év folyamán az Aerosvit által üzemeltetett belföldi járatok száma Ukrajnában tizenegy célállomásra bővült. A terjeszkedés azonban nem csak a belföldi piacon zajlott, mivel az Aerosvit új útvonalakat vezetett be Kijevben található bázisáról Peking, Baku, Chișinău, Kairó és Szentpétervár felé.

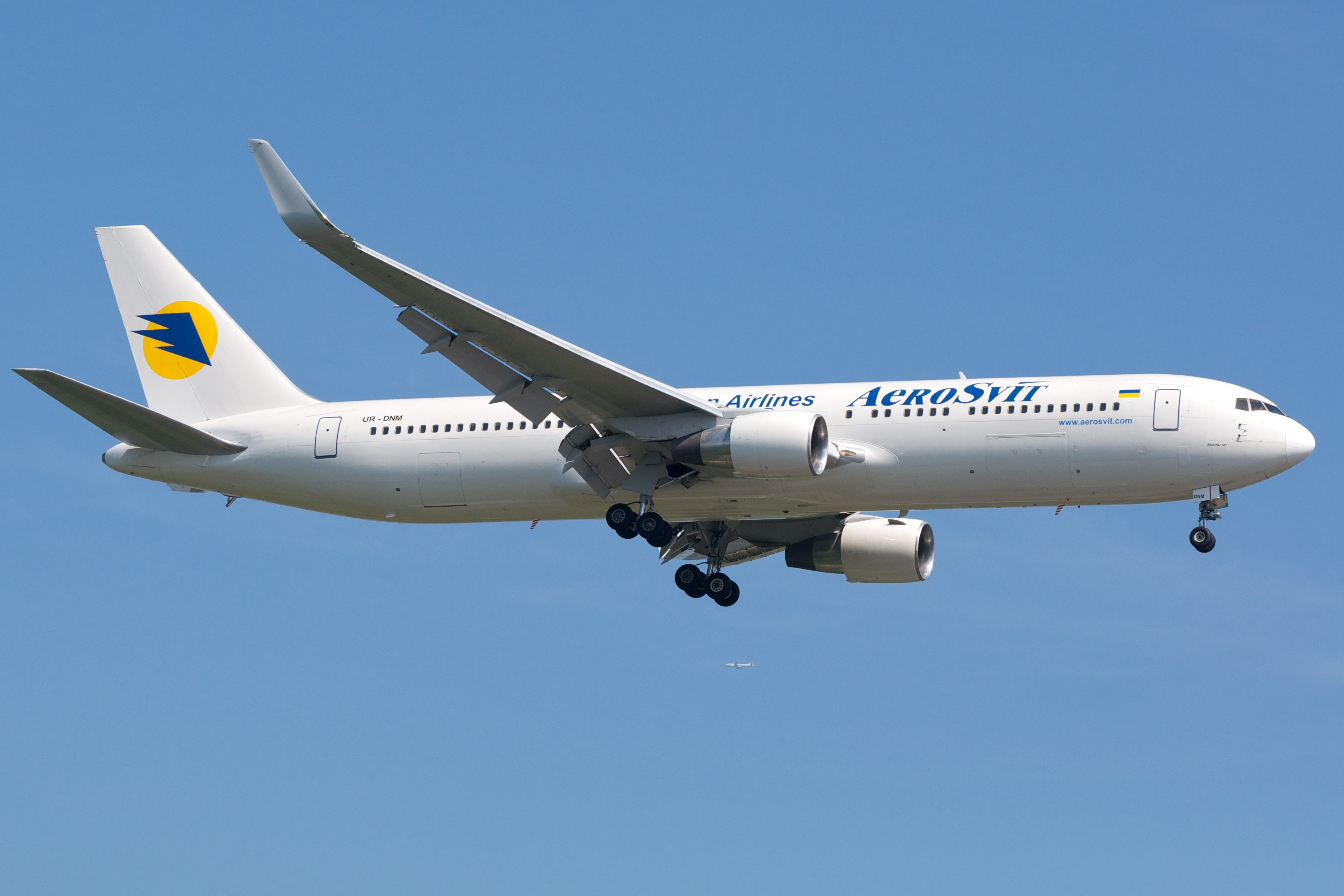
Boeing 767–300ER

Az Aerosvit a kilencedik Boeing 737 középtávú repülőgépe 2005-ben kezdte meg működését, és hamarosan egy tizedikkel bővítették a flottát. Ugyanebben az évben elindult az elektronikus jegyvásárlás a New York–Kijev-útvonalon. 
2006 márciusában Nápoly is felkerült az útvonalak hálózatára, és júniusban a Kijev–Vilnius- és Szimferopol–Vilnius-útvonalakat indították el, a kódex megosztása alapján, a litván nemzeti légitársasággal, a FlyLALlal. 2006 szeptemberében az Aerosvit volt az első légitársaság, amely mind bejövő, mind kimenő utasszállító járatokat üzemeltetett a Bangkok Suvarnabhumi repülőtéren. 
2007-ben, a Delta Air Lines-zal folytatott együttműködés eredményeként az Amerikai Egyesült Államokban a rendeltetési helyek száma növekedett, lehetővé téve a New Yorkból való utazást olyan városokba, mint Los Angeles és Portland. Ebben az évben a flottát egy harmadik, a Boeing 767 hosszú távú repülőgéppel és a tizenegyedik és tizenkettedik közepes méretű Boeing 737-es repülőgéppel egészítették ki, miközben a Kijev–Minszk-útvonalon megkezdték a repüléseket a Belaviával. 2007 augusztusában bejelentették, hogy szerződést írtak alá a Boeinggel hét darab Boeing 737-800-as megszerzésére és további hét vásárlási jogára. Ezek az új repülőgépek felváltják a légitársaság Boeing 737 Classic flottáját. (Az elsőt a gyártó 2012 márciusában adta át.)

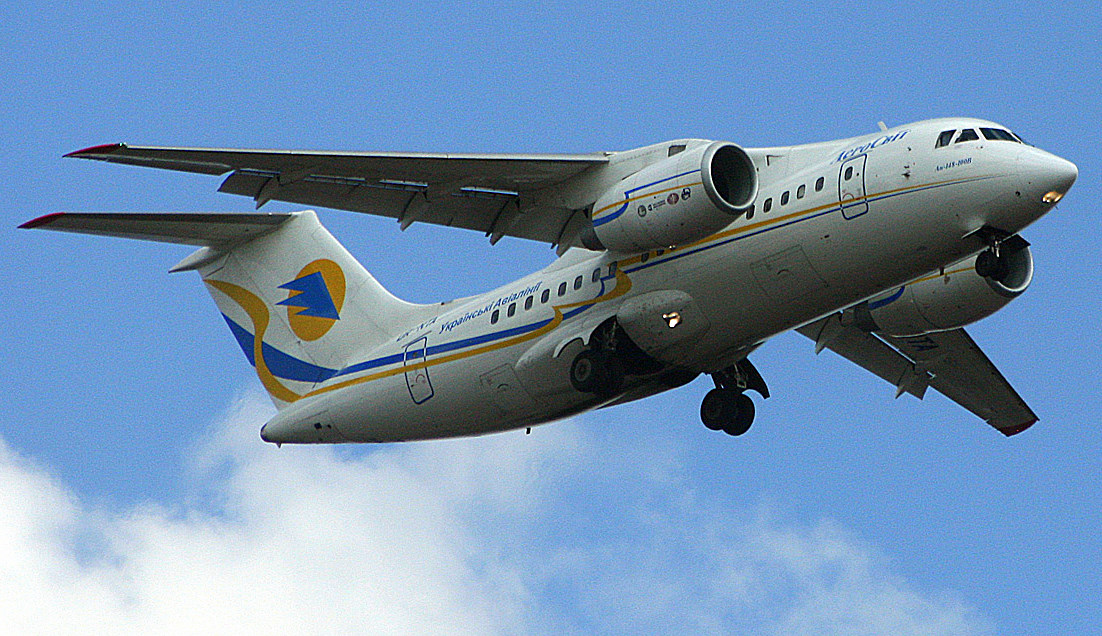
An–148

2008 elején az Aerosvit járatokat indított Kijevből Tbiliszibe és Almatiba. 2009 márciusában az Aerosvit megszerezte a 70 üléses An–148-at, amelyet belföldi útvonalakon hasznosított.
2010-ben az Aerosvit egy második Antonov 148 repülőgéppel bővítette flottáját, és új útvonalakat nyitott meg, köztük Odessza–Kalinyingrád, Szimferopol–Kalinyingrád, Doneck–Szentpétervár, Odessza–Riga és Dnyipro–Berlin. Elindult egy Odessza–Milánó-útvonal is. 
2010 folyamán a légitársaság 21 új nemzetközi útvonalat nyitott meg, beleértve Bukarestet és Jerevánt is. Ho Si Minh-várost 2011 decemberében adták hozzá az útvonalak hálózatához.
Ezen kívül az Aerosvit szerződést írt alá a Boeinggel négy darab Boeing 737–900ER szállításához. 2012-ben a légitársaság megkapta az első megrendelt Embraer 190 repülőgépét.

### A légitársaság megszűnése
Az Aerosvit 2012. december 29-én csődöt jelentett be. A jogi eljárás megkezdése előtt néhány nappal az Aerosvit nyilvánosságra hozta a terveit, hogy számos nemzetközi útvonalat átad az Ukraine International Airlinesnak. 2013. január 31-én a légitársaság bejelentette, hogy az összes Boeing 737-et visszaküldték a megrendelőnek. A többi repülőgépet az Ukraine International Airlinesnak ajándékozta.

## Flotta
A légitársaság története során a következő típusú repülőgépeket üzemeltette: 
- Airbus A320–200
- An–148
- An–24RV
- An–24B
- ATR 72-200
- Embraer 190
- Boeing 737–200
- Boeing 737–300
- Boeing 737–400
- Boeing 737–500
- Boeing 737-700
- Boeing 737–800
- Boeing 767–300ER
- Tu–134

## Események és balesetek
- 1997. december 17-én a Lvivi légitársaság tulajdonában álló UR-42334 lajstromjelű, az Aerosvit által bérelt és a 241-es járatán közlekedő Jak–42-es repülőgép Thesszalonikiben leszállás közben a földnek ütközött. A fedélzeten tartózkodó 62 utas és a nyolcfős személyzet életét vesztette.[1]

## Fordítás
Ez a szócikk részben vagy egészben  az   Aerosvit Airlines című angol Wikipédia-szócikk ezen változatának fordításán alapul.  Az eredeti cikk szerkesztőit annak laptörténete sorolja fel. Ez a jelzés csupán a megfogalmazás eredetét és a szerzői jogokat jelzi, nem szolgál a cikkben szereplő információk forrásmegjelöléseként.

## Kapcsolódó szócikk
- Légitársaságok listája